# 森保翔平
森保 翔平（もりやす しょうへい、1991年8月17日 - ）は、広島県出身のサッカー選手。ポジションはDF。

## 来歴
元サッカー日本代表、現日本代表監督の森保一の息子であり、3兄弟の長男である。父がサンフレッチェ広島の前身でもあるマツダSCでプレーしている時に生まれた。なお、当時同チームでプレーしていた風間八宏の長男の風間宏希とは幼馴染である。
サンフレッチェ広島スクールから、広島ジュニアに入団。同期に茶島雄介・岡崎和也。2002年、父のベガルタ仙台移籍に伴い仙台に移住し、虹の丘サッカースポーツ少年団でプレーする。
2004年、広島ジュニアユースに入団する。同期に茶島・岡崎・中山雄登・玉田道歩。2005年高円宮杯(U-15)ベスト4入りなどに貢献した。なお幼い頃から中学途中まではボランチ、のちCBや右サイドしてプレーしている。
2007年、広島ユースに昇格。同期に大﨑淳矢・茶島・中山・玉田。2年時から右サイドあるいはCBとしてレギュラーを掴み、2009年高円宮杯(U-18)ベスト4、2009年Jユースカップ準優勝などに貢献した。
2010年、法政大学へ進学する。同期に松本大輝。サッカー部に所属し、4年時にはキャプテンを務めた。
2014年、J2に昇格したカマタマーレ讃岐とプロ契約を結ぶ。同年5月にはJリーグデビューを果たした。
2015年、契約満了によりカマタマーレ讃岐を退団した。
2016年にニュージーランドへと渡り、ニュージーランド2部リーグのオネハンガ・スポーツに所属する。
2018-19シーズンよりニュージーランド・フットボールチャンピオンシップのワイタケレ・ユナイテッドへと移籍する。チームメイトには同じ日本人選手である松本光平もいた。
2019年1月よりOFCチャンピオンズリーグに出場するバヌアツ代表のマランパ・リバイバースと短期契約を果たす。
しかし、怪我の影響で合流が遅れ、チームも予選で敗退してしまったためOFCチャンピオンズリーグには出場できなかった。
現在YouTubeチャンネルLISEMのカメラマンを本業とし、たまに出演している。(弟の森保圭悟もLISEMとして活動している)
2022年にKONAMIの公式YouTubeチャンネルが運営するサッカークラブ、Winner'sの一員となった。

## 家族
父は森保一。叔父の森保洋、弟の森保圭悟もサッカー選手。

## 所属クラブ
- サンフレッチェ広島ジュニア
- サンフレッチェ広島ジュニアユース
- サンフレッチェ広島ユース
- 2010年 - 2013年 法政大学
- 2014年 - 2015年  カマタマーレ讃岐
- 2016年 - 2018年  オネハンガ・スポーツ
- 2018年 - 2019年  ワイタケレ・ユナイテッド
- 2019年 マランパ・リバイバース

## 個人成績
| 国内大会個人成績 | 国内大会個人成績 | 国内大会個人成績 | 国内大会個人成績 | 国内大会個人成績 | 国内大会個人成績 | 国内大会個人成績 | 国内大会個人成績 | 国内大会個人成績 | 国内大会個人成績 | 国内大会個人成績 | 国内大会個人成績 |
| 年度             | クラブ           | 背番号           | リーグ           | リーグ戦         | リーグ戦         | リーグ杯         | リーグ杯         | オープン杯       | オープン杯       | 期間通算         | 期間通算         |
| 年度             | クラブ           | 背番号           | リーグ           | 出場             | 得点             | 出場             | 得点             | 出場             | 得点             | 出場             | 得点             |
| 日本             | 日本             | 日本             | 日本             | リーグ戦         | リーグ戦         | リーグ杯         | リーグ杯         | 天皇杯           | 天皇杯           | 期間通算         | 期間通算         |
| ---------------- | ---------------- | ---------------- | ---------------- | ---------------- | ---------------- | ---------------- | ---------------- | ---------------- | ---------------- | ---------------- | ---------------- |
| 2014             | 讃岐             | 27               | J2               | 1                | 0                | -                | -                | 0                | 0                | 1                | 0                |
| 2015             | 讃岐             | 27               | J2               | 0                | 0                | -                | -                | 0                | 0                | 0                | 0                |
| 通算             | 日本             | 日本             | J2               | 1                | 0                | -                | -                | 0                | 0                | 1                | 0                |
| 総通算           | 総通算           | 総通算           | 総通算           | 1                | 0                | -                | -                | 0                | 0                | 1                | 0                |

- Jリーグ初出場 : 2014年5月3日 J2第11節対京都サンガF.C.戦（西京極）

## 参考資料
- “法政大学 森保翔平選手 新加入のお知らせ”.   J's GOAL (2014年2月23日). 2014年5月6日閲覧。
- 森保翔平 - ゲキサカ